# Butrint

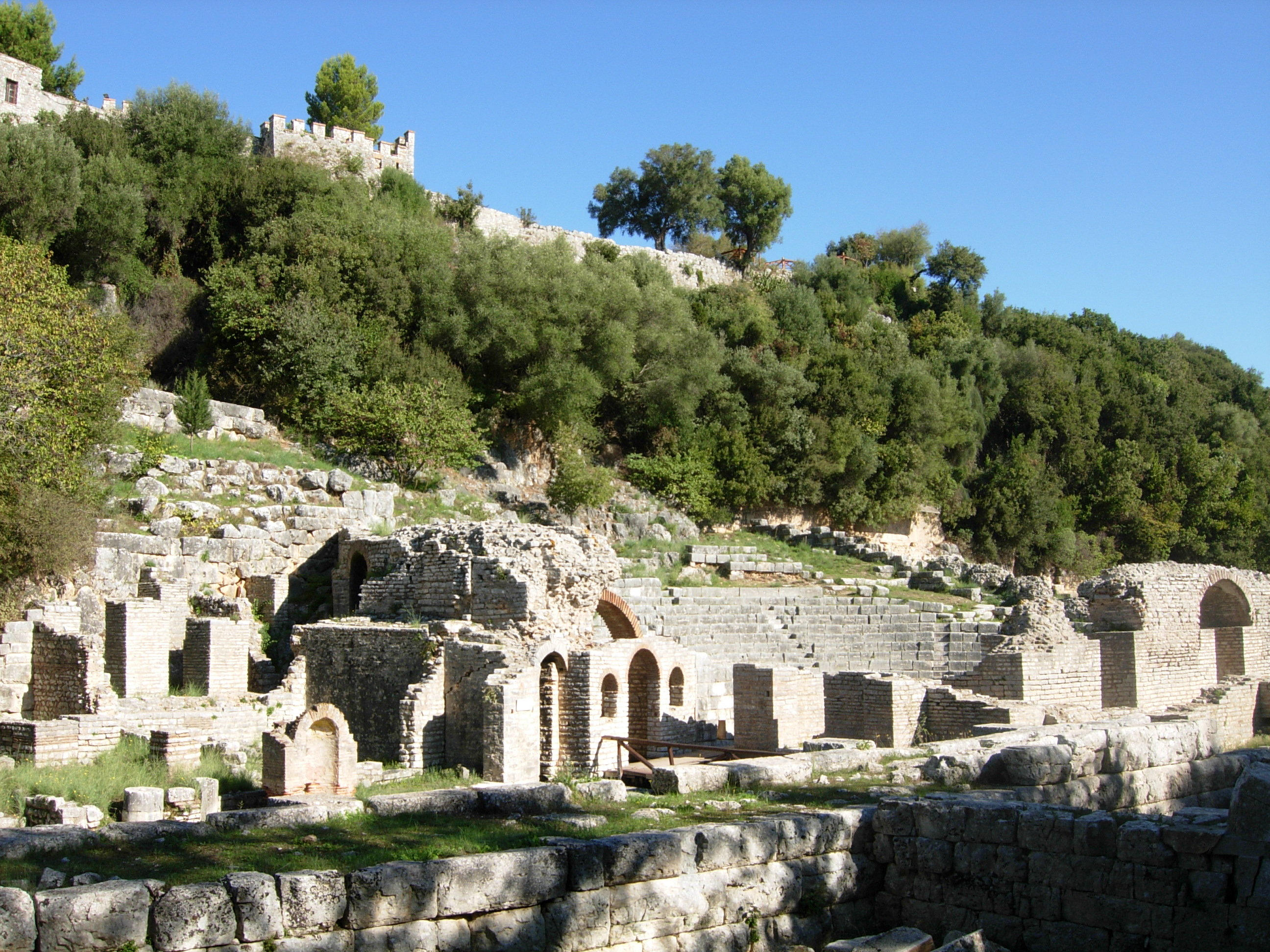
Pozůstatky akropole/agory.

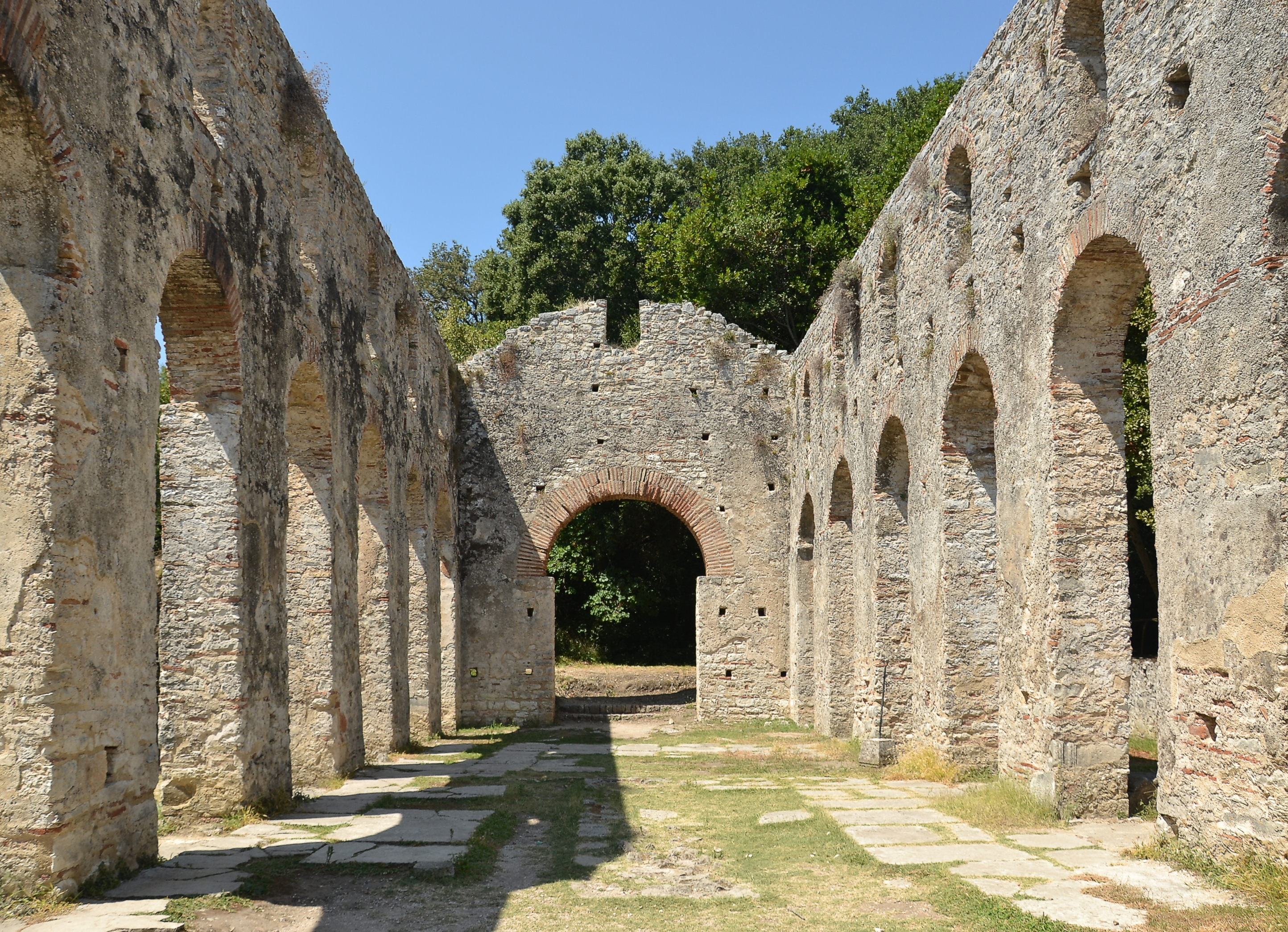
Bazilika v Butrintu, hlavní loď.

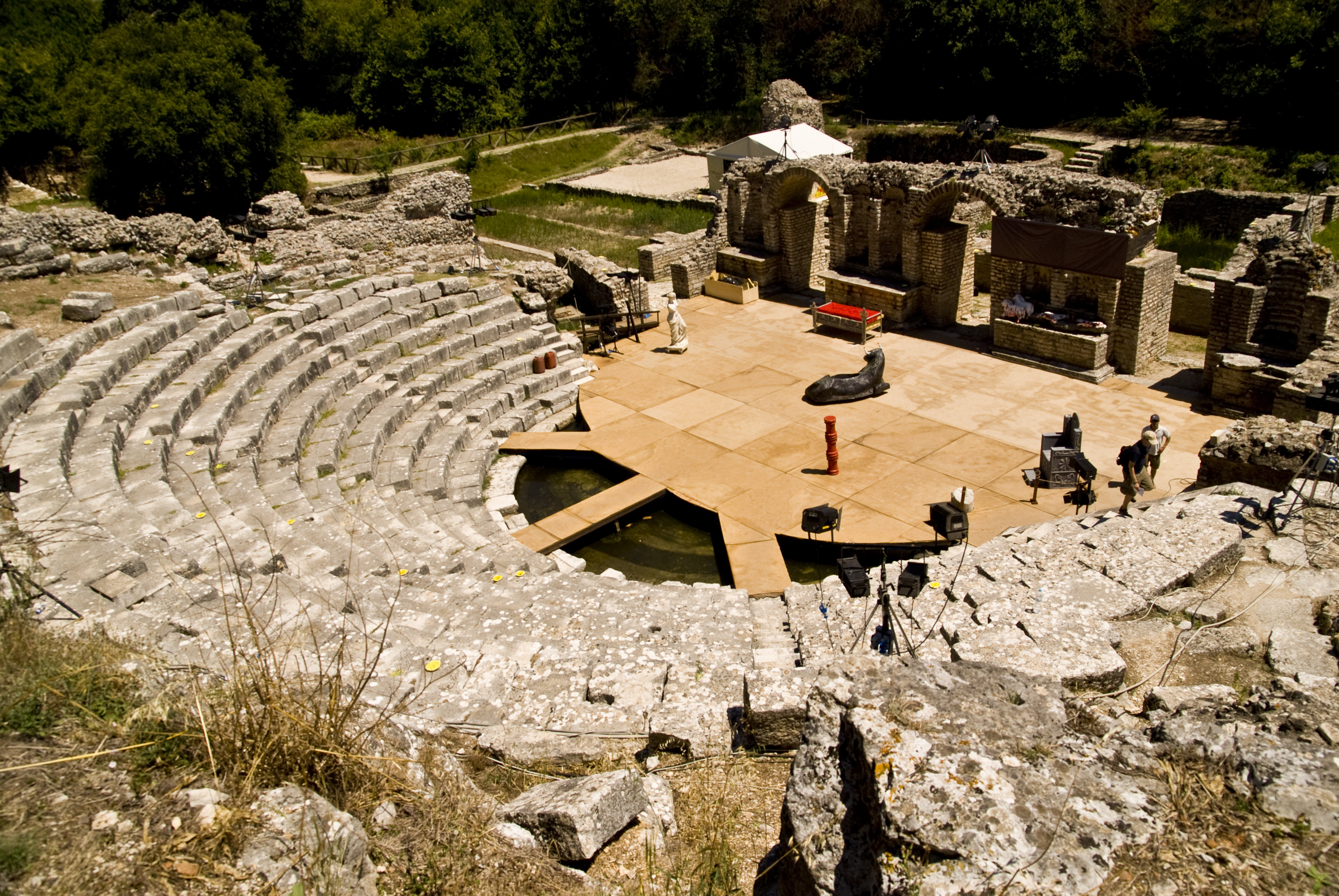
Amfiteátr se zaplaveným jevištěm.

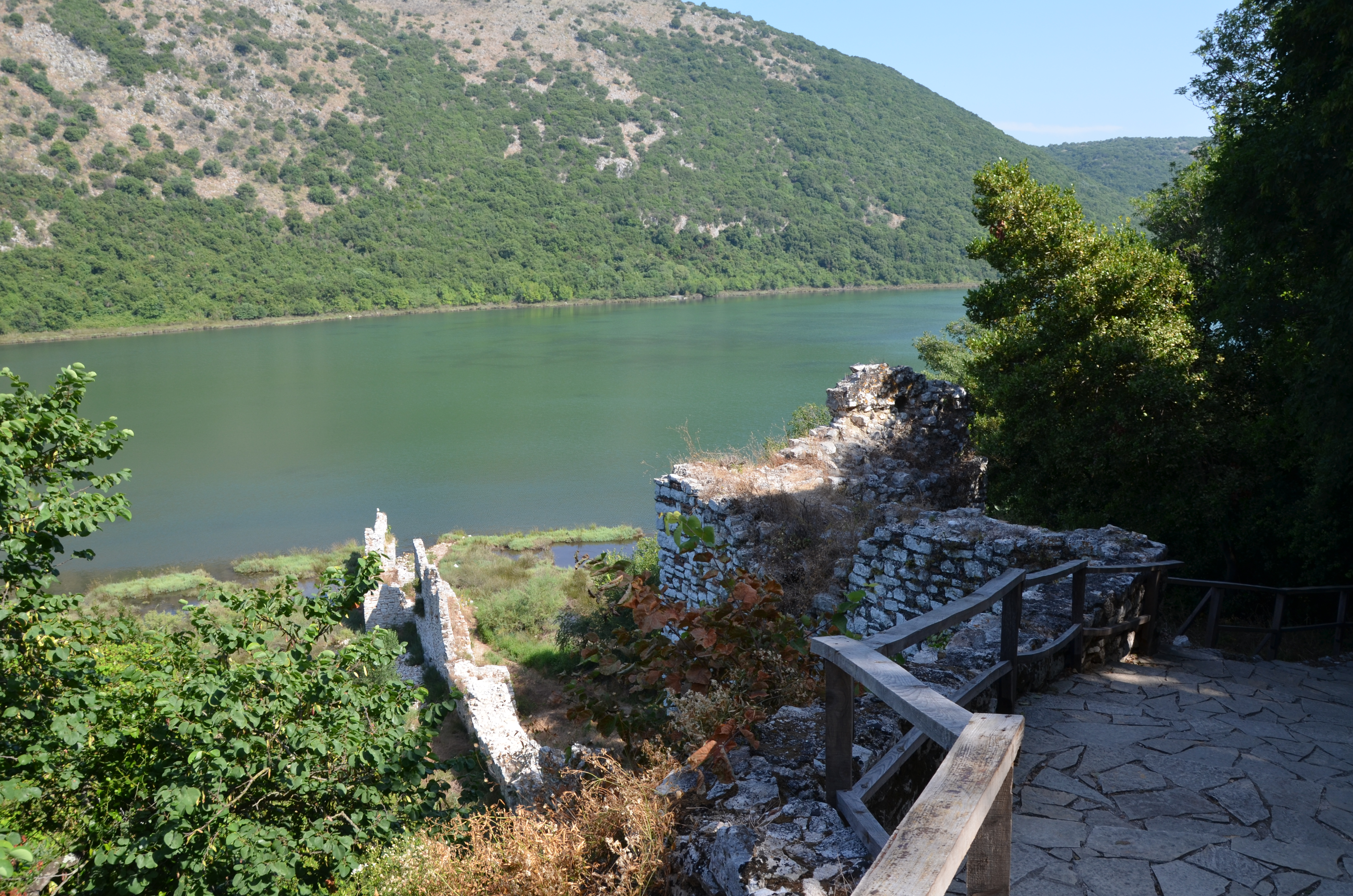
Okolní krajina.

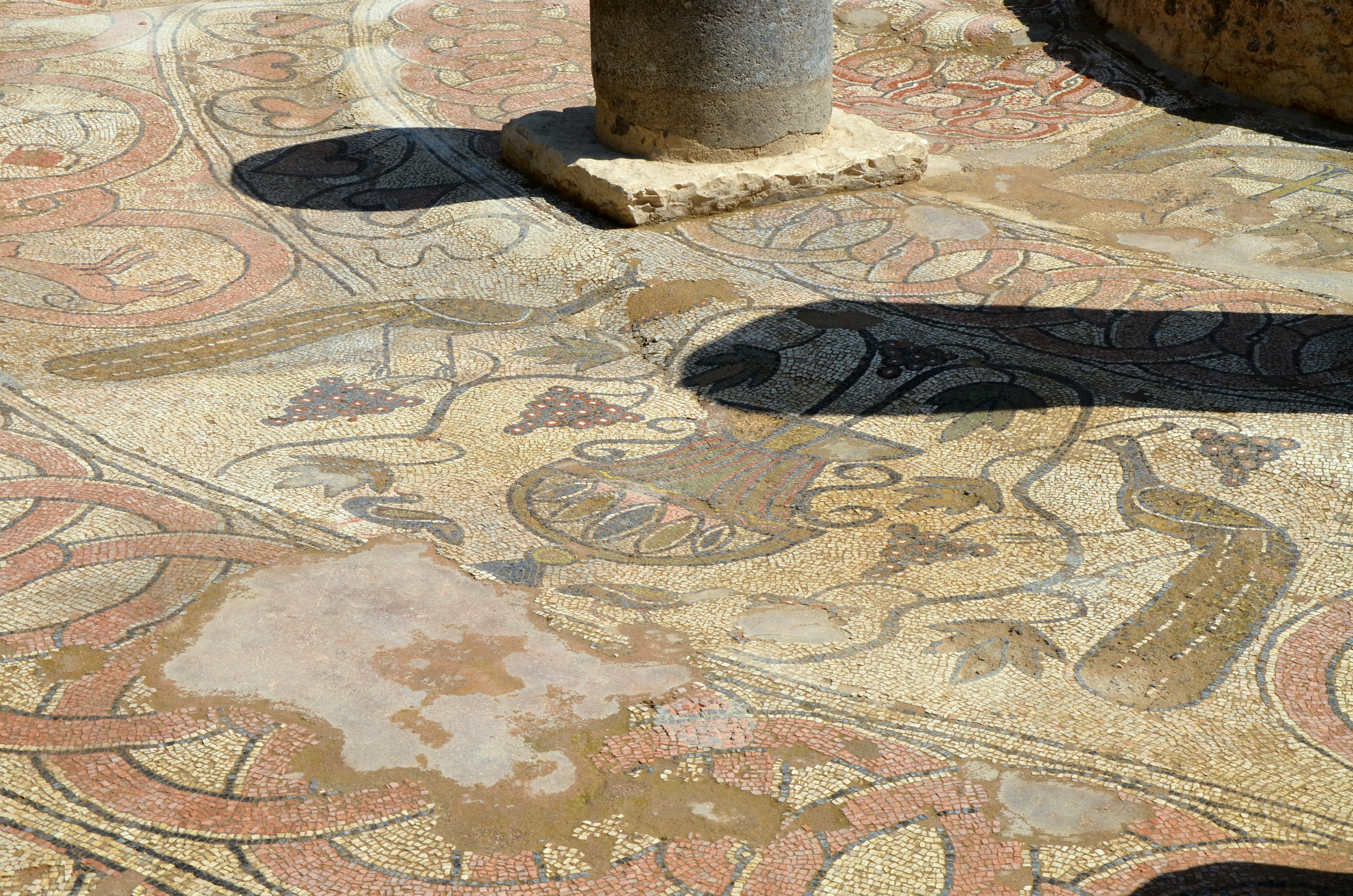
Římská mozaika.

Butrint (starořecky Βουθρωτόν, latinsky Buthrōtum) je opuštěné historické město v jižní Albánii. Jedná se o objekt, který je na seznamu světového dědictví UNESCO, atraktivní turistickou destinaci (v roce 2019 jej navštívilo 429 000 turistů) se sáhodlouhou historií a také dřívější biskupství, dnes tituární diecézi.

## Poloha
Město se nachází na samém jihu Albánie při hranicích s Řeckem na jihovýchodním výběžku poloostrova Ksamili, který odděluje Kerkyrský průliv Jónského moře od Butrintského jezera a Vivarského kanálu. Je přístupné po silnici, která byla zbudována v souvislosti s návštěvou Nikity Chruščova v roce 1959 a která byla rozšířena a zmodernizována roku 2010. 

## Strategický význam
Vzhledem ke své strategické poloze ve Středozemním moři bylo město svědkem vojenských operací od Peloponéské války v 5. století př. n. l. až po napoleonské války v 19. století. Pro starověké Řeky se jednalo o místo, které představovalo úžinu mezi vlastním Řeckem a okolním světem barbarů.[zdroj?]

## Historie

### Starověk
Nejstarší doklady o osídlení města pocházejí z 10. až 8. století př. n. l., ačkoli mnoho důkazů pochází již z 12. století př. n. l. Archeologické vykopávky přinesly nálezy korintské keramiky ze 7. století a attické keramiky ze 6. století př. n. l., ale neobjevily žádné prehistorické nálezy. V 7. století př. n. l. zde stála již akropole, toto století se předpokládá je stoletím vzniku sídla.
K vzniku města se váže několik pověstí. Podle jedné při útěku před hořící Trójou zde chtěli obětovat býka, ale ten uprchl, přepaval lagunu a zhroutil se vyčerpáním na protějším břehu. Název města tak měl být odvozen ze slova βούς, řeckého označení pro býka. Příběh zapsal římský básník Publius Vergilius Maro.
Původně byl Butrint osídlen řeckým kmenem Achájů. Ve 4. století př. n. l. jej obsadili kolonisté z Kerkyry (Korfu) a stal se významným opevněným přístavem a obchodním centrem. Ve 3. století př. n. l. vzniklo i starověké divadlo. Jeho význam spočívá také v tom, že se zde našlo značné množství historických nápisů, které dokládají způsob života tehdejších starých Řeků. Zaznamenána jsou i jména tehdejších otroků, kteří vlastnili bohatší místní obyvatelé.
Město bylo chráněno hradbami, které měly, délku 670 metrů, bašty, a 5 bran, z nichž jedna byla "Lví brána". Rozloha akropole byla tehdy 4 hektary. 
Ve 3. století před naším letopočtem se stalo město součástí římského protektorátu.
V průběhu 2. makedonské války byl roku 167 př. n. l. dobyt Římany spolu s nedalekým ostrovem Korfu. V polovině 2. století př. n. l. se po nějakou dobu stalo město centrem nezávislého státu, jak je zaznamenáno v dokumentu, který Theodókés předal Pýthii.
V následujícím století se město stalo součástí římské provincie Makedonie. Julius Caesar zde zamýšlel vytvořit kolonii pro válečné veterány, kteří by tak byli odměněni za svojí píli a bojovnost. V té době zde bylo nicméně kotviště římské flotily. Marcus Tullius Cicero, který se dostal do třenic s místním statkářem Titem Pomoniem Attikem, byl v nicméně v senátu ostře proti, což mělo za následek, že osadníků sem přišlo jen velmi málo. Římský císař Octavianus Augustus po bitva u Actia v roce 31 př. n. l., v níž porazil Marka Antonia, přivedl velké množství veteránů právě sem. Noví obyvatelé tehdejší město značně rozšířili, vybudovali například také akvadukt, lázně, obytné komplexy a nymfaneum; během tohoto období se rozloha Butrintu zdvojnásobila. Kolem divadla a Asklepiova chrámu vzniklo velké množství nových staveb. 
Butrint byl s plání, ležící jižně od průlivu, spojen mostem a také akvaduktem. Jednalo se o most nejspíše kamenný s dřevěnou částí, která umožňovala proplouvat lodím. Není dodnes jasné, zdali akvadukt a most překonávaly kanál ve stejném místě nebo v různých.
Velké zemětřesení ve 3. století nicméně antické město srovnalo se zemí, ale to bylo nadále obýváno. Ještě v 5. století zde vznikaly nové paláce.

### Středověk a moderní doba
I po vytvoření Byzantské říše zůstal v rukou Římanů a to až do tureckého vpádu v roce 1453. Město bylo rovněž sídlem raně křesťanského biskupství. Spadalo pod thema Nikopolis. 
Jako významná pevnost je ve středověku často zmiňováno. Hradby města rozsáhle přestavěl byzantský císař Anastasius I. Důvod pro lepší obranu strategicky významného města byl naprosto jasný, neboť Ostrogóti pod Indulfovým vedením plenili celé jónské pobřeží a dostali se až k Butrintu. Koncem 6. století je také zmíněna i skupina slovanských kolonistů, která pronikla směrem k městu. Nikterak významněji ale neovlivnili jeho podobu ani rozvoj, vyplenili ale nedalekou Sarandu. I přes všechny katastrofy a plenění ale život Butrintu pokračoval i dál, což dokládají záznamy o obchodu s dalšími řeckými ostrovy. Olej a víno se sem dovážely i poté, co město přestalo být pod byzantskou kontrolou.
Vzhledem k nedostatku zdrojů lze předpokládat, že v 10. století mohli ovládat Butrint Byzantinci, ale také První bulharská říše. V 11. století zde nějakou dobu byli přítomni Normané.
Arabský geograf Muhammad al-Idrísí zdokumentoval, že ve 12. století byl Butrint městem se značným počtem obyvatel a několika trhy. Navzdory útokům Normanů (v oblasti celého dnešního albánského pobřeží Jónského moře) nicméně město zůstalo uchráněno větší destrukce. I v rámci čtvrté křížové výpravy na počátku 13. století, kdy byla rozvrácena celá Byzantská říše, zůstalo město kontinuálně osídleno. 
Stalo se součástí Epirského despotátu. Zálusk si na něj ale poté činilo několik stran. Zájem měl italský vlivný rod Orsini, stejně jako Benátská republika. V roce 1267 jej dobyl Karel I. z Anjou spolu s ostrovem Korfu. Následně byly přestavěny místní hradby a rozšířena bazilika. Na nějakou dobu se sem vrátili i Byzantinci, nakonec se je ale podařilo vyhnat. Anjouovci jej ovládali ještě v letech 1273 až 1366. Místo bylo častým dějištěm bojů mezi tehdejšími východostředomořskými mocnostmi. V první polovině 14. století došlo k jeho pokatoličtění. Po nějakou dobu jej ovládal také středověký srbský stát.
Benátská republika získala provincii v roce 1386. Zajímala se nicméně pouze o ostrov Korfu a město samotné nechala postupně chátrat. V blízkosti Butrintu vznikla pevnost, jejíž vznik nařídil benátský guvernér Domenico Foscarini. Zbývající obyvatelstvo se živilo převážně chovem ryb nebo pěstováním oliv. V 15. století zaniklo místní biskupství. Jako jedno z mála míst v dnešní Albánii nicméně nebylo součástí Osmanské říše, a to až do konce 18. století. Úpadek města byl kontinuální a dokonala jej benátská nadvláda, která o obnovu rozpadajícího se sídla měla jen malý zájem. Ačkoliv podobný osud potkal řadu dalších sídel na pobřeží Jaderského nebo Jónského moře, Butrint se z tohoto kolapsu již nikdy nevzpamatoval. Až do poloviny 20. století se stal zapomenutým a odříznutým místem, kam byl přístup možný víceméně jen po vodě.
Teprve až porážce Benátek Napoleonem v roce 1797 se město stalo na základě dohody z Campo Formia nakrátko součástí francouzského impéria. O dva roky později byl znovu ovládnut Osmanskou říší a to až do roku 1912, kdy se Albánie stala samostatným státem.
O opuštěném městě přinesli v této době svědectví cestovatelé. V roce 1805 jej navštívil François Pouqueville, francouzský konzul v Ioannině na dvoře Aliho Paši, který si poznamenal existenci dvou řad hradeb, římského města, akropole a byzantského kostela. Émile Isambert, který navštívil Butrint v roce 1881, potvrdil Pouquevilleho zjištění. V roce 1897 publikoval Eugen Oberhummer jako první přehled historie Butrintu jako starověkého města.

### 20. a 21. století
Po první balkánské válce byl Butrint připojen zpět k Řecku, nicméně na základě mezinárodní dohody byl předán Albánii. Jako nejjižnější lokalita nové republiky byl nicméně zcela řecky mluvící oblastí. Jako přímořská část tzv. Severního Epiru (dle řecké historiografie) se proti Albánii vzbouřil a ustanovena zde byla autonomní republika. Nakonec byl vrácen Albánii zpět. 
Vykopávky začaly v roce 1920. Uskutečnila je zde italská archeologická expedice, kterou vedl archeolog Luigi Maria Ugolini. Zpočátku kopal Ugolini zcela jinde, než narazil na dnešní Butrint. Její význam byl do jisté míry politický, neboť měl ukázat veřejnosti význam Albánie pro italské dějiny. Výsledky výzkumu i vybrané části pro výzkum byly podřízeny právě tomuto cíli. Nicméně, i přesto bylo objeveno baptisterium a další stavby. V roce 1932 byl odhalen amfiteátr. Po smrti Ugoliniho dál v pracích pokračoval Pirro Marconi. Probíhaly až do roku 1943. Po druhé světové válce již nebyla ale Albánie tolik otevřena spolupráci s italskými archeology. Projektu se proto ujal albánský archeolog Hasan Ceka, který se již na Ugoliniho výzkumu podílel. Předchozí vykopávky byly vyčištěny a zabezpečeny proti zničení. V 50. letech 20. století bylo také zřízeno muzeum pro uložení nalezených objektů.
Lokalitu během státní návštěvy ukázal Enver Hodža Nikitovi Chruščovovi. Následně byl celý areál oplocen, postavena nová silnice a uvnitř vznikla stezka. Předpokládalo se, že ruiny pomohou albánskému státu získat v rámci turistického ruchu tvrdou měnu. Enver Hodža na místě pronesl větu, že kromě kultury římské a řecké byl Butrint svědkem vzniku i kultury ilyrské, odkazující na prapočátky albánských dějin. Jeho citát je zde umístěn dodnes v podobě bronzové tabulky.
Archeologické práce potom byly po dlouhou dobu pozastaveny. Pokračovalo se v nich až v 70. letech 20. století. Vedl je Dhimosten Burodina. Ten nalezl pozůstatky římského akvaduktu a rovněž odkryl Asklépiův chrám. S podporou dalších odborníků se na světlo světa dostaly artefakty také z 12. a 13. století. Budina inicioval průzkum i v 80. letech v oblasti antické aktropole, jeho kolega Selim Islami dále prozkoumával antické divadlo a Skender Anamali baptisterium. Byla tak objevena archaická keramika a římské lázně. Škola stála v prostoru cca 500 m od starověkého města.
Překvapivý rozsah a zachovalost památek byl oceněn v roce 1992 zařazením na Seznam světového dědictví UNESCO. Albánská vláda si byla vědoma významu lokality a pomýšlela na různé projekty, jak jej efektivně rozvíjet tak, aby se posílil turistický ruch. Mezi lety 1997 a 2005 byl Butrint, kvůli rabování[zdroj?], zapsán také na Seznamu světového dědictví v ohrožení UNESCO. Důvodem byly nepokoje, ke kterým v Albánii došlo po zhroucení různých pyramidových her. Místní muzeum, které sídlí v pevnosti v nejvyšším bodu Butrintu, bylo totiž vypleněno. Řadu artefaktů se podařilo vrátit zpět, ne však veškeré.
V 21. století se jedná o oblíbenou turistickou destinaci, kterou navštěvuje velké množství lidí a která je součástí tzv. albánské riviéry. Roku 2005 bylo zrekonstruováno současné muzeum. Nedaleko Butrintu se nachází oblíbené letovisko Ksamil a se Sarandou je spojené silnicí. Je oblíbeným výletním cílem dostupným z ostrova Korfu lodí.
Od roku 2000 se v Butrintu pořádá mezinárodní divadelní festival.
V třetí dekádě 21. století bylo vlastnictví lokality předmětem soudního sporu, který iniciovali představitelé jedné z albánských politických stran. Dříve vláda rozhodla o tom, že areál bude spravován soukromou nadací. To dle názorů některých ale není dostatečně pro stát výhodné.
Plánován je vznik nového návštěvnického centra Butrintu, který vyprojektuje japonský architektonický ateliér.

## Stavby

### Řecké období
Hlavní stavby z řeckého období pocházejí ze 2. a 3. století př. n. l. Jsou to zejména velmi zachovalé divadlo, které nicméně po zvýšení hladiny vody má zaplavené jeviště.
Dále ze stojí akropolis, dva chrámy a zdobené brány. Mezi ně patří např. dochovaná lví brána. Vyobrazuje lva, který se chystá pozřít býka. Lev měl s největší pravděpodobností symbolizovat obyvatele města a býk potom jeho nepřátele. Brána má pouze velmi úzký průchod, aby znemožnila průchod nepřátelského vojska.

### Římské období
Římské budovy byly postaveny v průběhu 1. století n. l. Zvláštní pozornost zasluhují římské lázně, chrám bohyně Minervy, Nymfaneum, vila Diaporit, kterou vlastnil Pomponius Atticus a palác Triconch. Stál zde také akvadukt.
Srdcem římského města bylo fórum. V Butrintu se nacházelo poblíž Asklépiova chrámu, tedy v centru tehdejšího města. Jeho velikost činila 4,5 krát 25 metrů. Přežívající pozůstatky fóra pocházejí z konce 2. nebo 1. století před naším letopočtem. Fórum samotné vzniklo nejspíše přestavbou a úpravou řecké agory do podoby odpovídající římským zvyklostem.
Mezi další římské objekty patří palác Trikonchos (palác tří mušlí), který vznikl v době pozdní existence římské říše. Zbudován byl přestavbou původní vily.

### Byzantské období
Byzantské období (5. a 6. století) je zastoupeno baptisteriem a bazilikou, která patřila k největším v tehdejší Byzanci. Od 6. do 15. století byl Butrint sídlem butrintské diecéze.

### Benátské období
Hlavním dědictvím Benátčanů je trojúhelníková pevnost, která byla zbudována v 16. století. Označována bývá někdy díky nápadné věži jen jako benátská věž. Vznikla na vyvýšeném místě, odkud bylo možné pozorovat úžinu k ostrově Korfu, která i pro Benátčany hrála klíčovou úlohu. Základové zdi tvrze byly postaveny pravděpodobně kolem roku 1500, ačkoliv první zmínka o stavbě pochází až z roku 1572. Rozšířena byla v první polovině 18. století posádka pevnosti zde činila 200 lidí.

### Turecké období
Mezi nejmladší objekty v Butrintu potom patří pevnost z 19. století, kterou zde nechali zbudovat Turci.

## Okolí a ochrana přírody
V okolí Butrintu se nachází důležitá přírodní rezervace uchovávající řadu ohrožených druhů fauny a flory. Vyhlášena byla v roce 2005. Jejím základem je tektonická proláklina známá jako Butrintské jezero. Jezero je spojeno s úžinou Korfu kanálem Vivari. Je obklopena zalesněnými horami a močály.
Mimo areál národního parku se v blízkosti nacházejí další historické objekty (Çuka e Aitoit, zeď Dema, Malatrea, Phoenicê, Vagalat), které jsou od roku 1948 chráněny jako národní kulturní památky.

## Známé osobnosti
- Donát, biskup z řeckého města Euroea.
- Therinus